# Новоуспеновська сільська рада
Новоуспе́новська сільська рада (рос. Новоуспеновский сельский совет) — сільське поселення у складі Акбулацького району Оренбурзької області Росії.
Адміністративний центр та єдиний населений пункт — село Новоуспеновка.

## Населення
Населення — 440 осіб (2019; 536 в 2010, 794 у 2002).